# Jean-Mathieu Descamps
Pour les articles homonymes, voir Descamps.
Jean-Mathieu Descamps est un footballeur français, né le 12 février 1983 à Montpellier. Il évolue  au poste d'avant-centre du début des années 2000 au milieu des années 2010.
Formé au Montpellier HSC, il joue ensuite notamment au FC Libourne, au Racing Ferrol, au FC Martigues et au Grenoble Foot 38 où il termine sa carrière.

## Biographie
Jean-Mathieu Descamps commence le football au club montpelliérain du Stade Lunaret avant de rejoindre à l'âge de 10 ans le Montpellier HSC. Il intègre en 2001-2002 l'équipe réserve et inscrit quatorze buts en vingt-six rencontres. Il fait ses débuts en équipe première la saison suivante, lors de la 6e journée du championnat, face à l'AC Ajaccio. Il entre en jeu à la 89e minute de la rencontre, terminée sur un match nul zéro buts partout, en remplacement de Víctor Bonilla. Meilleur buteur de l'équipe réserve en CFA, quinze buts en vingt-sept matchs, il dispute sept rencontres en Ligue 1 lors de cette saison. En janvier 2003, le club souhaite le prêter à l'ASOA Valence mais, l'opération ne se fait pas pour des raisons administratives. Avec le MHSC, il ne parvient pas à s'imposer en équipe première et ne dispute également que sept rencontres lors de cette saison qui voit le club héraultais relégué en Ligue 2.
Jean-Mathieu Descamps est prêté, avec option d'achat en juin 2004, au Málaga CF. Il ne joue aucune rencontre avec l'équipe première et ne dispute que sept rencontres avec l'équipe B qui évolue en seconde division espagnole. De retour au MHSC, il est de nouveau prêté au FC Libourne en National ou il est le joueur le plus utilisé de l'effectif. À la fin de cette saison le club est promu en Ligue 2. Non conservé par le MHSC, il s'engage alors avec le Racing Ferrol évoluant en troisième division espagnole.
En janvier 2007, il rejoint le FC Sète mais joue peu à la suite d'une opération de la cheville qui le tient éloigné des terrains une bonne partie de l’année. En juillet 2008, il signe ensuite un contrat de deux ans avec le FC Libourne, autre club de National ou il s’avère être un leader au sein de l'effectif. En dernière position à la trêve, le club parvient à se sauver sportivement en fin de saison, mais est relégué administrativement à la suite de problèmes financiers. Le contrat de Jean-Mathieu Descamps est alors résilié. 
Il rejoint, en juillet 2009, le Perpignan CFC en division d'honneur puis, en janvier 2010, Jura Sud Foot où il inscrit dix buts en dix-sept matchs. En juin 2010, il s'engage avec le FC Martigues, club de CFA. Il inscrit douze buts en championnat et le club retrouve le National en fin de championnat. Lors de cette saison en National, il inscrit dix buts pour sept passes décisives mais le club martegal ne parvient pas à se maintenir, terminant à la dix-huitième place du championnat.
Jean-Mathieu Descamps quitte alors le FC Martigues et s'engage avec le Grenoble Foot 38, récemment promu de CFA 2 en CFA. Il termine meilleur buteur du club avec quatorze buts inscrits lors de sa première saison. La saison suivante, il se rompt deux ligaments de la cheville et doit se faire opérer en février ce qui lui fait rater le reste du championnat.
En 2023, après s'être établi à Aimargues, il est nommé entraîneur du Stade olympique aimarguois.

## Statistiques
Le tableau ci-dessous résume les statistiques en match officiel de Jean-Mathieu Descamps durant sa carrière de joueur professionnel,,.
| Saison             | Club               | Championnat        | Championnat | Championnat | Coupe nationale | Coupe nationale | Coupe de la Ligue | Coupe de la Ligue | Total | Total |
| Saison             | Club               | Division           | M.          | B.          | M.              | B.              | M.                | B.                | M.    | B.    |
| 2001-2002          | Montpellier HSC    | Ligue 1            | 7           | 0           | -               | -               | -                 | -                 | 7     | 0     |
| 2002-2003          | Montpellier HSC    | Ligue 1            | 6           | 0           | -               | -               | 1                 | 0                 | 7     | 0     |
| 2003-2004          | Málaga CF B (prêt) | Segunda División   | 7           | 0           | ?               | ?               | -                 | -                 | 7     | 0     |
| 2004-2005          | FC Libourne (prêt) | National           | 36          | 6           | -               | -               | -                 | -                 | 36    | 6     |
| 2005-2006          | Racing Ferrol      | Segunda División B | 15          | 3           | ?               | ?               | -                 | -                 | 15    | 3     |
| 2006-2007          | FC Sète            | National           | 12          | 1           | -               | -               | -                 | -                 | 12    | 1     |
| 2007-2008          | FC Sète            | National           | -           | -           | -               | -               | 1                 | 0                 | 1     | 0     |
| 2008-2009          | FC Libourne        | National           | 29          | 7           | 2               | 2               | 1                 | 0                 | 32    | 9     |
| juil-jan 2009-2010 | Perpignan CFC      | DH                 | 12          | 8           | -               | -               | -                 | -                 | 12    | 8     |
| jan-juin 2009-2010 | Jura Sud Foot      | CFA                | 17          | 10          | -               | -               | -                 | -                 | 17    | 10    |
| 2010-2011          | FC Martigues       | CFA                | 27          | 12          | 5               | 2               | -                 | -                 | 32    | 14    |
| 2011-2012          | FC Martigues       | National           | 37          | 10          | 1               | 0               | -                 | -                 | 38    | 10    |
| 2012-2013          | Grenoble Foot 38   | CFA                | 32          | 14          | 3               | 1               | -                 | -                 | 35    | 15    |
| 2013-2014          | Grenoble Foot 38   | CFA                | 7           | 1           | 3               | 1               | -                 | -                 | 10    | 2     |